# Aldo Pedrana
Aldo Antonio Pedrana (Bormio, 11 aprile 1934 – 16 ottobre 2018) è stato un combinatista nordico italiano.

## Biografia
Nato a Bormio, in provincia di Sondrio, nel 1934, a 21 anni ha preso parte ai Giochi olimpici di Cortina d'Ampezzo 1956, terminando 31º con 391.40 punti. Ai campionati italiani ha vinto 1 oro (nel 1961), 4 argenti e 2 bronzi nell'individuale.
Si è ritirato dall'attività agonistica nel 1961, a 27 anni. È morto il 16 ottobre 2018.